# 生物生命週期

圖為蚊子的生命週期。成蟲產卵，卵經過數個階段之後會發育為一隻成蟲。生殖過程將整個週期連接起來，不斷循環。

單細胞寄生蟲──巴貝氏蟲的生命週期。

生物學上，生物生命週期指得是一個生物體在生命開始到結束週而復始所歷經的一系列變化過程。「這個概念與生命史，發育生物學和個體發生學密切相關，但在強調再生方面有所差異。」其形式的轉變可以包括生長、無性生殖及／或有性生殖。
在某些生物體，不同「世代」相互繼承他們的生命週期。很多植物及藻類都有兩種多細胞階段（單倍體及雙倍體），而這樣的情形被稱為世代交替。「生活史」一詞也常被使用，特別是在描述如紅藻有三種或更多種多細胞階段的某些物種。
生命週期中包括了有性生殖的單倍體（n）及雙倍體（2n）兩階段，意即牽涉到染色體倍性的轉換，減數分裂在細胞由雙倍體變成單倍體的過程中扮演必要的角色。根據染色體倍性的改變，可以將生命週期分為三種：
- 單倍體生命週期── 多細胞個體是以單倍體細胞存在，而雙倍體時期只以單一細胞存在，屬於「合子型」的減數分裂。
- 雙倍體生命週期── 多細胞個體是以雙倍體細胞存在，而會形成單倍體的配子，屬於「配子型」的減數分裂。
- 單雙倍體生命週期── 多細胞個體同時以單倍體細胞或雙倍體細胞存在，屬於「孢子型」的減數分裂。

三種生命週期根據有絲分裂發生時的細胞染色體倍數進行區分。合子型減數分裂以及配子型減數分裂皆只有一個有絲分裂期：前者發生在細胞為單倍體時，而後者發生在細胞為雙倍體時。因此，合子型及配子型減數分裂也被統稱為單相型生命週期（單次有絲分裂，而非單倍體）。孢子型減數分裂則是有兩次有絲分裂期（單倍體及雙倍體各有一次），被稱做雙相型生命週期。

## 發現
有關生物體生殖及胚胎發育的研究，曾被很多植物學家及動物學家發表。
威廉·霍夫邁斯特曾指出世代交替是將植物聯繫起來的一個特性，並將此結果於1851年發表（詳見植物的性別）。
初次建議將單相型（haplobiont）及雙相型（diplobiont）等詞彙用以描述藻類生命週期的人是Nils Svedelius，爾後也被用於其他生物體其他用於闡述原生生物的詞彙（如自體受精及配子母細胞生殖）則是由Karl Gottlieb Grell開始使用 。這些對於複雜生命週期的敘述，也推翻了1840及1850年代的自然發生說。

## 單倍體生命週期

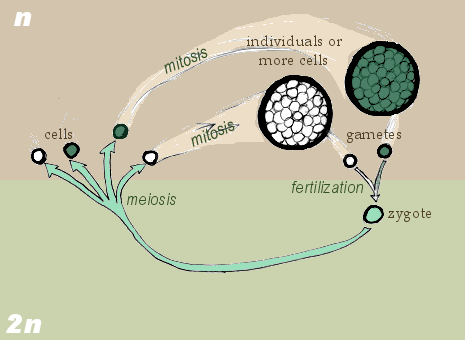
Zygotic meiosis

在兩個單倍體配子進行核媾（細胞核的融合）形成合子之後，會在很短的時間內進行合子型減數分裂。透過這個方法，物種會結束其雙倍體階段而進入單倍體階段，並且藉由有絲分裂製造更多的單倍體細胞，形成一個單倍體的多細胞個體。兩個性別相反的配子分別由他們的個體中產生，並融合形成新的合子。
在整個週期裡，只有合子具有雙倍體細胞，而有絲分裂只發生在單倍體細胞時期。
這種（由單倍體細胞構成的）多細胞生物我們稱為單倍體生物，所以其生命週期被稱為單倍體生命週期。舉例如下：
- 屬於原始色素體生物：如綠藻（如：衣藻屬、雙星藻屬、輪藻屬）[6]
- 屬於不等鞭毛門：某些金藻鋼[6]
- 屬於囊泡蟲總門：很多的雙鞭毛蟲門（如：角藻屬、裸甲藻屬）、某些頂複門（如瘧原蟲科）[7]
- 屬於有孔蟲界：鱗殼科[8] 、略孢子蟲綱
- 屬於古蟲界：某些副基体类[9]
- 屬於變形蟲門：網狀黏菌亞屬[6]
- 屬於後鞭毛生物：多數菌類（壺菌門、接合菌門、子囊菌門、擔子菌門）[6][10]

## 雙倍體生命週期

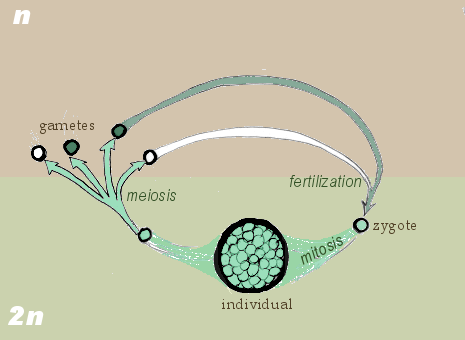
Gametic meiosis

在配子型減數分裂中，雙倍體合子會藉由有絲分裂去產生多細胞個體或者更多單一雙倍體細胞，再從雙倍體的細胞經由減數分裂產生配子。在很多種酵母菌中，單倍體細胞可能會再有絲分裂一次而產生更多單倍體細胞，但這種單倍體時期並不是生命週期的主要階段。在多數的雙倍體生物中，有絲分裂只會發生在雙倍體時期，意即，配子會很快的產生並融合為雙倍體合子。
在整個週期裡，配子往往是唯一的單倍體細胞，而有絲分裂往往只發生在雙倍體時期。
這種以雙倍體細胞構成的多細胞生物體被稱為雙倍體生物，因此配子型減數分裂又被稱為雙倍體生命週期。舉例如下：
- 屬於原始色素體生物：某些綠藻（如：傘藻屬[6]、剛毛藻屬[11] ）
- 屬於不等鞭毛門：某些褐藻（如：墨角藻目，然而其生命週期也被認為是較強的「異形雙單倍體生物」，因其具有如同開花植物一般的配子體時期）[12] 、一些黃藻（如無隔藻）[13] 、多數的矽藻[9] 、一些卵菌綱（如：水黴屬、霜霉病菌）[6]，扁纖毛主科[9]，某些太陽蟲類（如：放線菌科）[9][14]
- 屬於囊泡蟲總門：纖毛蟲[9]
- 屬於古蟲界：一些群體性鞭毛蟲[9]
- 屬於後鞭毛生物：動物、某些菌類（如：子囊菌門）[6]

## 單雙倍體生命週期

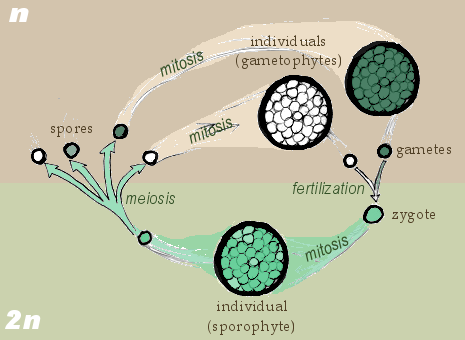
Sporic meiosis

在孢子型減數分裂 (或稱居間減數分裂)裡，合子會藉由有絲分裂增值形成多細胞的雙倍體孢子體。孢子體會透過減數分裂產生孢子，而這個孢子也可以藉由有絲分裂製造單倍體多細胞個體，稱做配子體。配子體會藉由減數分裂產生配子。在某些植物中，配子體不僅體型小、其存活的時間也很短；相較之下，其他植物與很多種的藻類，配子體反而是其生命週期中最重要的一個階段。
單雙倍體生物包括：
- 屬於原始色素體生物：紅藻 （有兩個孢子體世代的）、部分綠藻（如：石蓴屬 ）、有胚植物[6]
- 屬於不等鞭毛門：多數褐藻[6]
- 屬於有孔蟲界：多數有孔蟲門[6]、根腫菌綱[6]
- 屬於變形蟲門：黏菌亞綱
- 屬於後鞭毛生物：一些菌類（一些壺菌門、子囊菌門如啤酒酵母[6]）
- 其他真核生物：定鞭藻門[9]

很多動物具有被稱為單雙倍性決定系統的性別決定系統，但這個與單雙倍體生物週期無關。

## 植物的減數分裂
有一些紅藻門（像柏桉藻屬或魚子菜屬）以及綠藻（像溪菜）具有植物型減數分裂（也被稱作體細胞減數分裂），是一種非常少見的現象。植物型減數分裂會發生在單雙倍體生物及雙倍體生命週期中。當配子體仍屬孢子體的一部份並與之接著時，植物的雙套體細胞（非複製出來的那個）會進行減數分裂，生成植物性的單套體細胞。這些細胞會進行有絲分裂，並製造配子。
另外一種屬於無融合生殖的現象被稱作植物性雙倍體化，會發生在一些褐藻中（如：短毛星狀藻Elachista stellaris）。處於單倍體的細胞會自發性的進行染色體複製使之成為雙倍體組織。